# Marianne du Bicentenaire
Pour les articles homonymes, voir Briat.
La Marianne du Bicentenaire (ou Marianne de Briat) est une série de timbres d'usage courant émis en janvier 1990 en France, pour le bicentenaire de la Révolution. Ils remplacèrent la série des Liberté de Gandon d'après Delacroix et ont été remplacés par la Marianne du 14 juillet.

## Description
Ce timbre représente Marianne, allégorie de la République française, dessinée pour la première fois de face sur un timbre d'usage courant. Le dessinateur a pris le parti de choisir l'outil informatique. L'accueil du public sur ce dernier point fut peu enthousiaste, notamment à cause de l'absence d'yeux sur ce visage. Une cocarde fut ajoutée sur le bonnet phrygien.
Le timbre a été dessiné par Louis Briat et gravé par Claude Jumelet, chef-graveur à l'Imprimerie des Timbres-poste de Périgueux.
Le projet initial prévoyait des lignes verticales de différentes graisses. A l'impression il s'est avéré que la racle (dans le même sens du graphisme), emportait l'encre. La solution fut que la gravure des tailles soient toutes opérées en oblique.

## Sélection
Le concours de sélection est lancé en janvier 1989. 788 projets sont retenus, et parmi eux, sept sont finalement conservés et gravés (dont Claude Jumelet et Cyril de La Patellière) visibles au Musée de la Poste et soumis au vote consultatif des visiteurs de l'exposition Philexfrance en juillet 1989. Le public vota pour une Marianne plus réaliste vue en contre-plongée ; son auteur et graveur, Claude Jumelet, remporta un prix de 30 000 francs. Mais, le président de la République François Mitterrand choisit la maquette de Briat. Le choix est annoncé le 13 novembre 1989 pendant le journal télévisé de TF1 par Paul Quilès, ministre des Postes et des Télécommunications et de l'Espace.
La Marianne du Bicentenaire est le premier timbre français sans valeur faciale à partir de 1993, même si auparavant la Liberté de Gandon d'après Delacroix fut émise avec des lettres en lieu de valeur faciale lors de changements de tarifs.

## Carnets
Le timbre a émis sous plusieurs formes de carnets par La Poste. Une variante de ces carnets a été le seul moyen pour se procurer le 0,70 franc Marianne du Bicentenaire.
Pendant l'été 1990, le receveur de Figeac a fait imprimer aux frais de son bureau 2 100 couvertures de carnets sur lesquels il a collé des blocs de dix timbres (5 de long et 2 de hauteur). Les couvertures portaient la mention « La Poste - Figeac ». Il prit seul cette décision afin de faciliter les ventes aux touristes estivaux, et malgré ses demandes répétées de carnets, sa direction, mécontente, en interdit la vente lors de l'émission des nouvelles couvertures où n'apparaissaient plus le slogan « Bougez avec La Poste »

## Faux
Trois types de faux ont principalement existé :
- dès le jour de l'émission, la presse reçut un bloc-feuillet de dix timbres dont un tête-bêche. Il se révéla que c'était un canular.
- certains ont profité des premiers timbres autocollants en 1990 qui était parfaitement rectangulaires pour reproduire ces timbres à l'aide de photocopieuses perfectionnées. Par la suite, La Poste inventa une dentelure ondulée pour les autocollants.
- dans la région de Marseille, la police démantela une fabrique de faux en feuilles. Les différences avec l'original : imprimé en offset, dentelé 11 ou 13 (13 pour le vrai). Ils ont dû servir entre octobre 1990 et mars 1991.

## Anecdote
Le 2,30 francs Marianne du Bicentenaire apparaît dans le film Promotion canapé en 1990, sous la forme d'une feuille de cent timbres rouges avec une seconde impression décalée et d'une autre couleur. Dans l'intrigue du film, cette feuille de variétés est volée par deux employés des postes et les timbres vendus à l'unité et à prix d'or à des philatélistes. Ne pouvant être une variété à cause des techniques de fabrication de l'époque, il s'agit probablement d'essais d'impression réalisés sur une seule feuille par souci d'économie de la part de l'Imprimerie des timbres et valeurs fiduciaires.